# Sławomir Mrożek
Sławomir Mrożek, född 29 juni 1930 i Borzęcin nära Kraków, Polen, död 15 augusti 2013 i Nice, Frankrike, var en polsk dramatiker, prosaförfattare och tecknare. Han har skrivit många satiriska noveller och teaterpjäser. Som dramatiker räknas han till den absurda teatern. Tidigare sattes hans pjäser ofta upp på svenska teatrar men numera spelas han sällan i Sverige. I Polen anses han vara en av de största 1900-talsdramatikerna, jämsides med Witold Gombrowicz och Tadeusz Różewicz.

## Biografi
Sławomir Mrożek föddes i byn Borzęcin i Krakóws vojvodskap men familjen flyttade tidigt till Kraków. Hans far var postmästare, modern var dotter till en mejeriföretagare. Han hade två syskon.
Mrożek blev först känd som satirtecknare i tidskrifter (debut 1950). 1953 kom hans litterära debut i form av två novellsamlingar.  Hans första teaterpjäs var Polis! Polis! från 1958. Tango (1964) blev hans stora genombrott, även internationellt. Han är troligen den mest spelade polske nutidsdramatikern, både i Polen och utomlands.
I unga år var Mrożek övertygad kommunist. Han arbetade på ledaravdelningen för dagstidningen Dziennik Polski i Kraków och skrev artiklar som följde kommunistpartiets politiska linje. Han undertecknade också den s.k. Krakówappellen (1953) i vilken ett antal polska författare uttryckte stöd för kommunistregimens skådeprocess mot en grupp katolska präster. Hans inställning förändrades dock så småningom, redan debutpjäsen Polis! Polis! är en tydlig satir mot det totalitära samhället. 1963 valde Mrożek att emigrera. Han bodde först i Frankrike, senare i USA, Tyskland, Italien och slutligen i Mexiko, där han också gifte sig. 1968 protesterade han i ett öppet brev mot Warszawapaktens invasion i Tjeckoslovakien, och 1981 protesterade han offentligt mot införandet av krigstillstånd i Polen.
Om sin ungdomliga ideologiska övertygelse skrev Mrożek senare: ”När jag var tjugo år var jag beredd att anamma varje ideologiskt alternativ utan att granska det särskilt noga, bara det var revolutionärt. (…) Sådana som jag rekryterades en gång i tiden till både Hitlerjugend och Komsomol (…) Frustrerade, obehövda och upproriska ungdomar finns i varje generation, hur de uttrycker sin upproriskhet beror bara på omständigheterna.” 

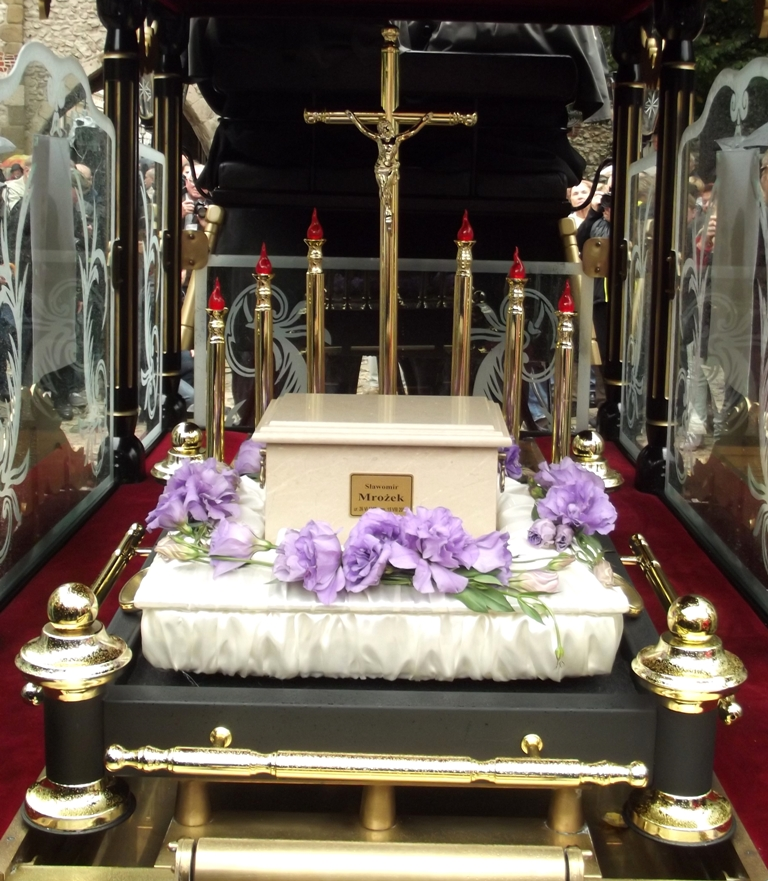
Från Sławomir Mrożeks begravning.

1996 återvände Mrożek till det nya, demokratiska Polen och bosatte sig i Kraków. År 2002 drabbades han av stroke vilket ledde till svår afasi. Efter tre års behandling lyckades han återfå förmågan att tala och skriva. I samband med afasibehandlingen skrev han sin självbiografi Baltazar (2006). 2008 bestämde han sig återigen för att lämna Polen. Nu flyttade han till Nice i Frankrike i förhoppningen att det varmare klimatet skulle vara bra för hans hälsa. Sławomir Mrożek avled i Nice 15 augusti 2013. Han begravdes den 17 september i Kraków. Begravningsgudstjänsten leddes av stadens ärkebiskop och han jordfästes i Krakóws nyinrättade Nationella pantheon.

## Privatliv
Mrożek var gift två gånger. Från 1959 var han gift med konstnären Maria Obremba, som dog oväntat 1969. 1987 gifte han om sig med mexikanskan Susana Osorio Rosas.

## Mrożek som författare

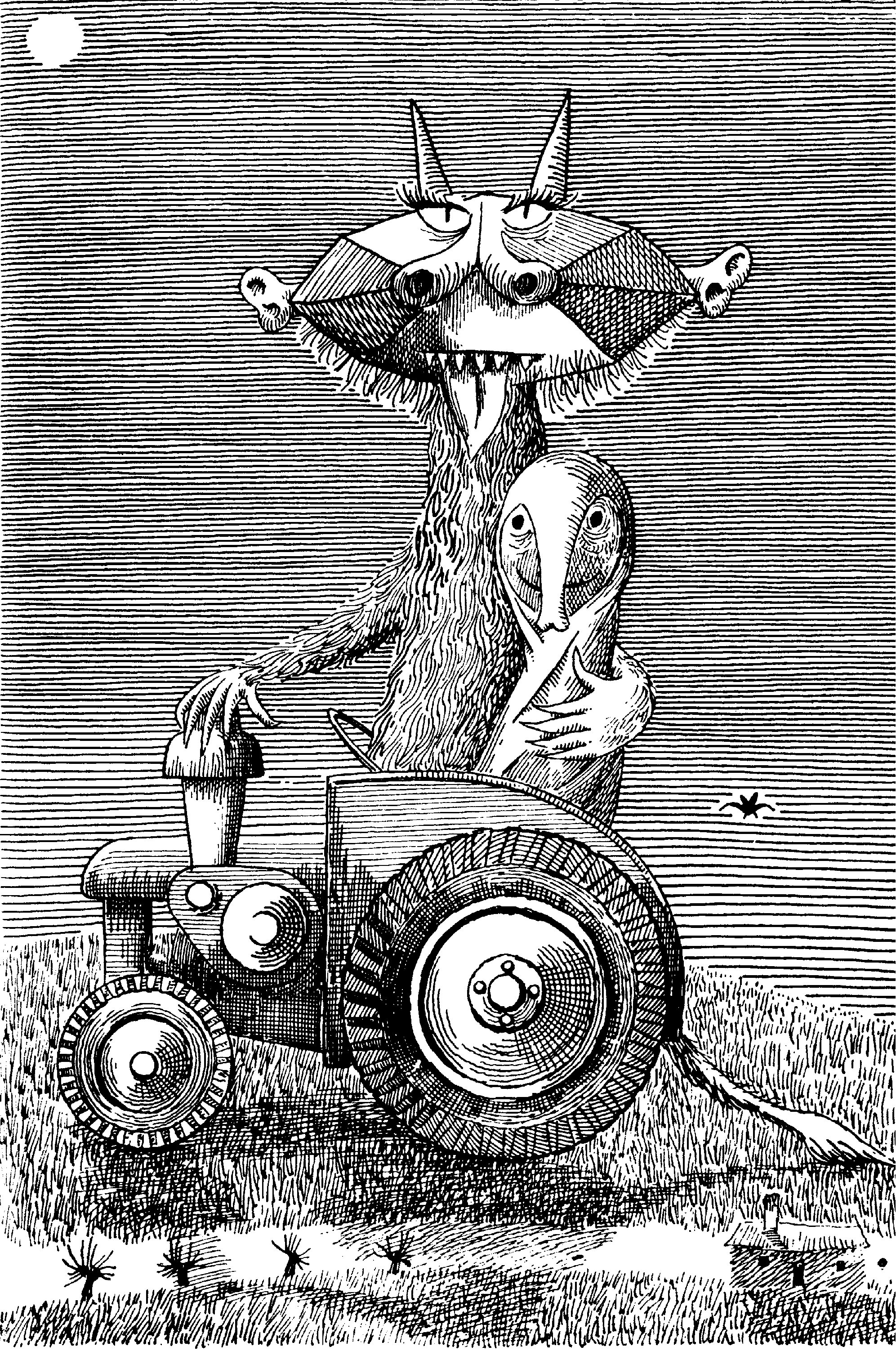
Illustration av Daniel Mróz till Mrożeks bok med korta satiriska texter, Elefanten (på svenska 1964).

Sławomir Mrożek skildrade och ifrågasatte absurditeterna i det kommunistiska systemet, men han hade också ett kritiskt öga till de banala stereotyper med ursprung i romantiken som är en viktig del av den polska nationella självuppfattningen. Tidvis har han varit så läst och populär i hemlandet att uttrycket ”som hos Mrożek”, syftande på märkliga, absurda detaljer i vardagslivet, har uppstått.
Mrożek använde sig av det groteska, absurda överdrifter, satir och parodi, hela tiden med en omisskännlig komisk talang. Samtidigt påminner hans pjäser och noveller om liknelser, moraliteter eller filosofiska berättelser. De skildrar å ena sidan vardagsförtrycket i en totalitär stat, å andra sidan mellanmänskliga relationer och de sociala spel människor använder för att trycka ner varandra. Ofta visar han på konflikten mellan å ena sidan intellektuella, som i själva verket ofta är föga mer än sprattlande marionetter, å andra sidan en typ av rollfigur som kan kallas för ideologer, de som fastställer reglerna för hela samspelet, och å tredje sidan simpla, brutala typer, ”tölpar”. Ofta slutar det med att ”den intellektuelle” faller offer för bödeln, ”tölpen”, på order av ”ideologen”. Mrożek visade på en värld av förtryck och konformism, han demonterade systematiskt nationella myter och förenade politiken med det existentiella. Han var dock ingen psykologisk-realistisk dramatiker, särskilt i hans tidiga pjäser är rollfigurerna snarare symboliska typer, representanter för en viss samhällsklass och livsåskådning, än trovärdiga psykologiska porträtt.
Mrożek räknas i allmänhet till den absurda teatern i stil med Beckett och Ionesco. En viktig skillnad är dock, enligt teater- och litteraturkritikern Tadeusz Nyczek, att absurdismen hos Mrożek föds ur observationer av det absurda vardagslivet i det kommunistiska systemet, medan det absurda hos de västeuropeiska författarna är mer spekulativt eller metaforiskt.
Som dramatiker debuterade Mrożek 1958 med Polis! Polis!, som visar på verkligheten i ett totalitärt land där polisen spelar en avgörande roll. I pjäsen är det polisen själv som skapar en politisk opposition för att bevisa för makthavarna att de behöver en stark poliskår.
I På villande hav, en komisk enaktare från början av 60-talet, är de tre rollfigurerna Den lille, Den medelstore och Den tjocke skeppsbrutna på en flotte utan mat. De diskuterar livligt vem som ska offra sig och bli uppäten av de båda andra. De tycks vilja komma fram till ett ”rättvist” sätt att utse offret, men i själva verket är det hela tiden uppenbart att Den lille kommer att bli uppäten eftersom han är svagast. I Strip-tease försöker två herrar som sitter fångna i ett hemlighetsfullt rum antingen låtsas att de är fria (Förste Herrn) eller återfå sin verkliga frihet (Andre Herrn) innan den övernaturligt stora Handen sätter på dem handbojor och placerar huvor på deras huvuden.
1964 kom Tango, som blev början till  Mrożeks världsberömmelse. Den möttes mycket positivt av både kritik och publik. Tango är enligt Tadeusz Nyczek är  en av de tre viktigaste polska teaterpjäserna under efterkrigstiden (de båda andra är Kartoteket av Tadeusz Różewicz och Vigseln av Witold Gombrowicz). Tango är ett slags familjedrama med ombytta roller. Fadern är som ett stort barn, en parodi på en avantgardistisk konstnär som struntar i alla traditioner och fastställda regler. Den tjugofemårige sonen gör fadersuppror genom att bli konservativ och kräva just respekt för traditioner, fasta regler och ansvar. I slutändan är det dock farbror Edek som är vinnaren i den ideologiska kampen. Han är essensen av Mrożeks simpla ”tölpar”: vet alltid bäst, följer sina djuriska instinkter och är alltid redo att använda våld för att få det bättre eller bara roa sig. Edeks triumf blir också nihilismens triumf.
Emigranterna (1974) är Mrożeks näst mest spelade pjäs, efter Tango. Här spinner författaren vidare på sina egna erfarenheter av emigration och exil och gestaltar återigen konflikten mellan ”den intellektuelle” och ”tölpen”. Två polacker, den politiske flyktingen AA och den ekonomiske migranten XX, bor i samma källarrum. AA drömmer om att skapa sitt stora mästerverk, XX tänker mest på pengar och drömmer om att en gång återvända till sin hemby och bygga ett fint hus. Deras dialog blir till en kamp där AA och XX demaskerar varandra. Den intellektuelle besserwissern krossar skoningslöst den simple obildade mannens illusioner, samtidigt som den obildade avslöjar besserwisserns hyckleri och pseudointellektualism, som bara maskerar hans ensamhet.
Ambassadören (1982) är en pjäs om ståndaktighet. En ambassadör från ett demokratiskt land får en jordglob i present av en representant för diktaturregimen i landet där han verkar. Men jordgloben spricker och ut hoppar en flykting från jordglobsfabriken och ber om asyl. När ambassadören vägrar lämna ut flyktingen till regeringsrepresentanten får han veta att hans land inte existerar längre. Den lokala regeringen är dock villig att ha ambassaden kvar eftersom den behöver en fiende som man med lämplig propaganda kan få folket att enas mot. Men ambassadören vägrar delta i en sådan komedi och offrar hellre livet för sanningen.
Mrożek var som mest verksam fram till och med 1980-talet. Av hans sammanlagt 39 teaterpjäser var det bara 5 som skrevs efter 1990. Den viktigaste av dessa är Kärlek på Krim från 1993, som behandlar Sovjetimperiets fall. Två andra senare pjäser (skrivna år 2000) är Piękny widok (Vacker utsikt), där Balkankriget blir ett irriterande störningsmoment för två europeiska turister på resa, och Wielebni (Prästerna), en satir mot religiöst hyckleri.

## Mrożek på svenska teaterscener
Sławomir Mrożeks dramatik debuterade på svenska scener 1963 när Stockholms studentteater spelade enaktarna Karol och Tigern i badrummet (originaltitel: Męczeństwo Piotra Ohey'a) och Arenateatern i Stockholm spelade Polis! Polis!. 1965 spelade Göteborgs stadsteater en föreställning bestående av de tre enaktarna På villande hav, Striptease och En förtrollad natt. Mrożeks enaktare blev ganska populära och spelades på flera olika scener, t.ex. Helsingborgs stadsteater, Riksteatern, Lilla teatern i Lund. Teaterforskaren Zenon Ciesielski menar att man i 60-talets Sverige framför allt tog fasta på det komiska, farsartade hos Mrożek, och på det som gick att tolka tydligt politiskt, medan författarens mer tragiska och existentiella sidor inte kom fram på samma sätt .
Mrożeks stora genombrott i Sverige kom i och med pjäsen Tango, som även internationellt anses som Mrożeks kanske främsta verk. Den spelades första gången i Sverige på Göteborgs stadsteater 1966. Därefter gavs den på flera stora scener: på Riksteatern och på stadsteatrarna i Stockholm, Malmö, Uppsala-Gävle, Norrköping-Linköping, Helsingborg och Borås.
Under 1980- och 90-talen var Mrożek fortsatt en populär dramatiker på svenska scener. Det var framför allt Tango och På villande hav som spelades, men även Emigranterna, En förtrollad natt och En sommardag förekom flera gånger.  Andra pjäser som spelades var t.ex. enaktarna Puckelryggen och  En lycklig tilldragelse. Även under denna tid spelades Mrożek på både större och mindre scener över hela landet. Det var fortfarande hans äldre dramatik som spelades; den viktigaste pjäsen från den senare perioden i hans skapande, Kärlek på Krim, förekom bara en gång på repertoaren (1994). Efter år 2000 minskade intresset kraftigt, de sista Mrożekföreställningar som finns noterade i Sveriges teatermuseums arkiv är från 2002. Om det stämmer att Mrożek framför allt har setts som en politisk författare i Sverige kan det tänkas att han helt enkelt betraktades som inaktuell när det gått mer än tio år efter kommunismens fall. Ett annat skäl till det minskade intresset kan vara en normal generationsväxling, en tendens hos teatrarna att föredra nyskriven dramatik.

### Mrożek i Radio- och TV-teatern
Radioteatern var först med att introducera Mrożek på svenska. Hans svenska scendebut ägde rum 1963 medan Radioteatern gav Polis! Polis! redan 1960.  I samma båt spelades 1961 och 1985. 1963 spelades Karol, 1976 Slakthuset, 1984 och 1997 En sommardag, och 1991 Kontraktet.
TV-teatern gav 1966 de tre enaktarna En förtrollad natt, Striptease och På villande hav, 1967 spelades Polis! Polis!, och 1968 Huset vid gränsen. 1972 spelades Tango och 1979 Emigranterna

## Verk
Bara en mindre del av Sławomir Mrożeks verk finns översatta till svenska. På polska finns 12 samlingar med noveller och kortprosa, 2 romaner, 3 samlingar med krönikor och artiklar, 3 filmmanus, en självbiografi, böcker med hans teckningar, en dagbok i tre band, en brevsamling, samt många utgåvor av hans 39 teaterpjäser i bokform. Många av pjäserna finns översatta till svenska, dock är endast en av dem utgiven i bokform (se vidare avsnittet Opublicerade pjäsöversättningar).

### Verk på svenska

#### I bokform
- Elefanten (Słoń). Övers Mira Teeman (Första upplagan Stockholm: Bonniers, 1964. Andra upplagan Litteraturfrämjandet / En bok för alla, 1985) ISBN 91-7448-328-5
- En förtrollad natt (Czarowna noc). Övers Nils Åke Nilsson. Teaterpjäs i Ingvar Holm (red), I en akt (Olika utgåvor: Stockholm 1966, 1976, 1994). ISBN 91-0-055827-3
- Beska humoresker. Övers Martin von Zweigbergk. (Stockholm: Brombergs, 1984) ISBN 91-7608-197-4
- Hamlet och andra noveller (Hamlet i inne opowiadania). Övers Elisabeth Beta Brunnberg, Klas Brunnberg. Teckningar Andrzej Płoski. (Lund: Art Factory 1995) ISBN 91-972537-0-7
- Under färden (W podróży). Novell i Catherine Berg (red och övers), Polska berättare (Stockholm: Berg & Mizerski, 1996) ISBN 91-630-2158-7
- Livet för nybörjare: ett tidlöst ABC. Övers (från tyskan) Margareta Brandrup-Wognsen. (Stockholm: Bazar, 2007) ISBN 978-91-7028-075-7

#### I tidningar och tidskrifter
Ett flertal noveller av Mrożek finns publicerade i tidningar och tidskrifter. Se vidare Hans Åkerström, Bibliografi över polsk skönlitteratur översatt till svenska (Göteborg: Göteborgs universitet, 2011)

#### Opublicerade pjäsöversättningar
- Ambassadören (Ambasador).  Översättning: Magdalena Pietruska och Carl-Edvard Nattsén
- Emigranterna (även under titeln Utvandrare) (Emigranci). Två översättningar finns: av Jurij Lederman och Jurek Sawka samt av Maja Tarka
- Huset vid gränsen (Dom na granicy). Översättning: Jacek Kubitsky
- Kalkonen (Indyk). Översättning: Martin von Zweigbergk och Bertil Bodén
- Karol (även under titlarna Anton och Karl). Två översättningar finns: av Per Erik Wahlund samt av Magdalena Pietruska och Jan Wennergren.
- Kontraktet (Kontrakt). Översättning: Lars Kleberg
- Kärlek på Krim (Miłość na Krymie). Översättning: Jurek Sawka, Pie Roch-Norlund och Carl-Edvard Nattsén.
- En lycklig tilldragelse (Szczęśliwe wydarzenie). Översättning: Bertil Bodén och Lars Edström
- Polis! Polis! (Policja). Översättning: Nils Åke Nilsson
- Puckelryggen (Garbus). Översättning: Magdalena Pietruska och Ingemar Lindh
- På villande hav (även under titeln I samma båt) (Na pełnym morzu). Översättning: Nils Åke Nilsson.
- Räven - en föreställning bestående av kortpjäserna Serenaden (Serenada), Jakten på räven (Polowanie na lisa) och Räven filosofen (Lis filosof). Översättning: Pie Roch-Norlund och Jurek Sawka.
- En sommardag (Letni dzień). Översättning: Lars Kleberg
- Slakthuset (Rzeźnia). Översättning: S Eidem (via franskan)
- Strip-tease.  Översättning: Nils Åke Nilsson.
- Tango. Fyra översättningar finns: av Bengt Anders Lundberg, av Martin von Zweigbergk och Bertil Bodén, en  omarbetad översättning av Martin von Zweigbergk samt av Lena Strömberg och Stig Ossian Ericson
- Tigern i badrummet (Męczeństwo Piotra Ohey'a). Översättning: Nils Åke Nilsson
- Till fots (Pieszo). Översättning: Pie Roch-Norlund och Jurek Sawka

## Priser och utmärkelser
- Kommendörskorset med stjärna av orden Polonia Restituta -1997
- Hederslegionen (Frankrike) - 2003
- Guldmedaljen Gloria Artis för förtjänta kulturskapare - 2010
- Orden Ecce Homo – 2012
- Storkorset i orden Polonia Restituta - 2013 (postumt)
- 1962 fick Mrożek det litterära Kościelskipriset, första året det delades ut
- 1987 tilldelades han staden Klosterneuburgs Franz Kafkapris.
- 1990 blev han hedersmedborgare i staden Kraków.
- 2000 blev han hedersdoktor vid Jagiellonska universitetet i Kraków.
- 2006 Samuel-Bogumil-Linde-Preis
- 2012 blev Sławomir Mrożek hedersdoktor vid Schlesiska universitetet i Katowice.